# Parodia penicillata
Parodia penicillata är en kaktusväxtart som beskrevs av Fechser och Steeg. Parodia penicillata ingår i släktet Parodia och familjen kaktusväxter. Inga underarter finns listade i Catalogue of Life.

## Bildgalleri

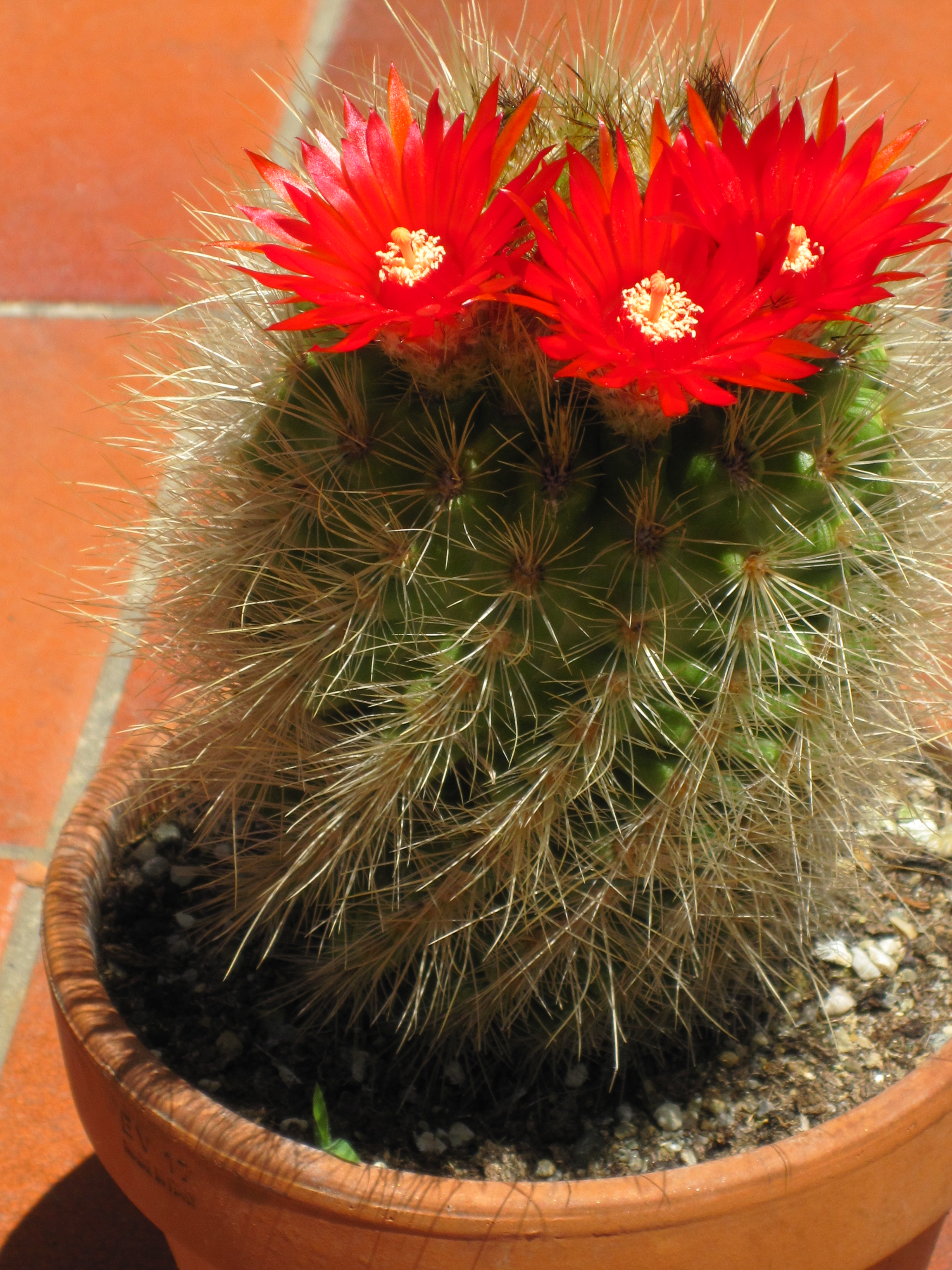
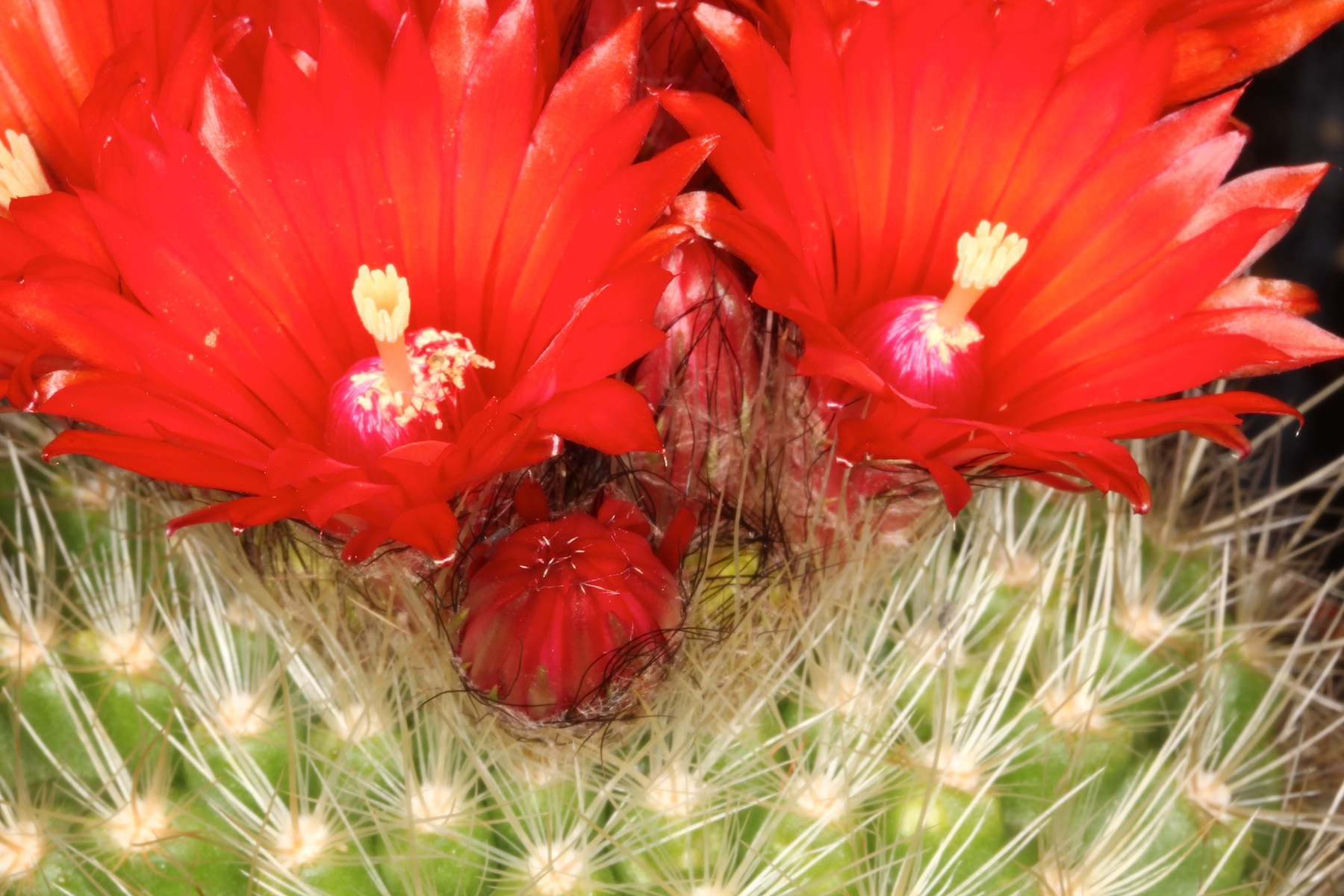
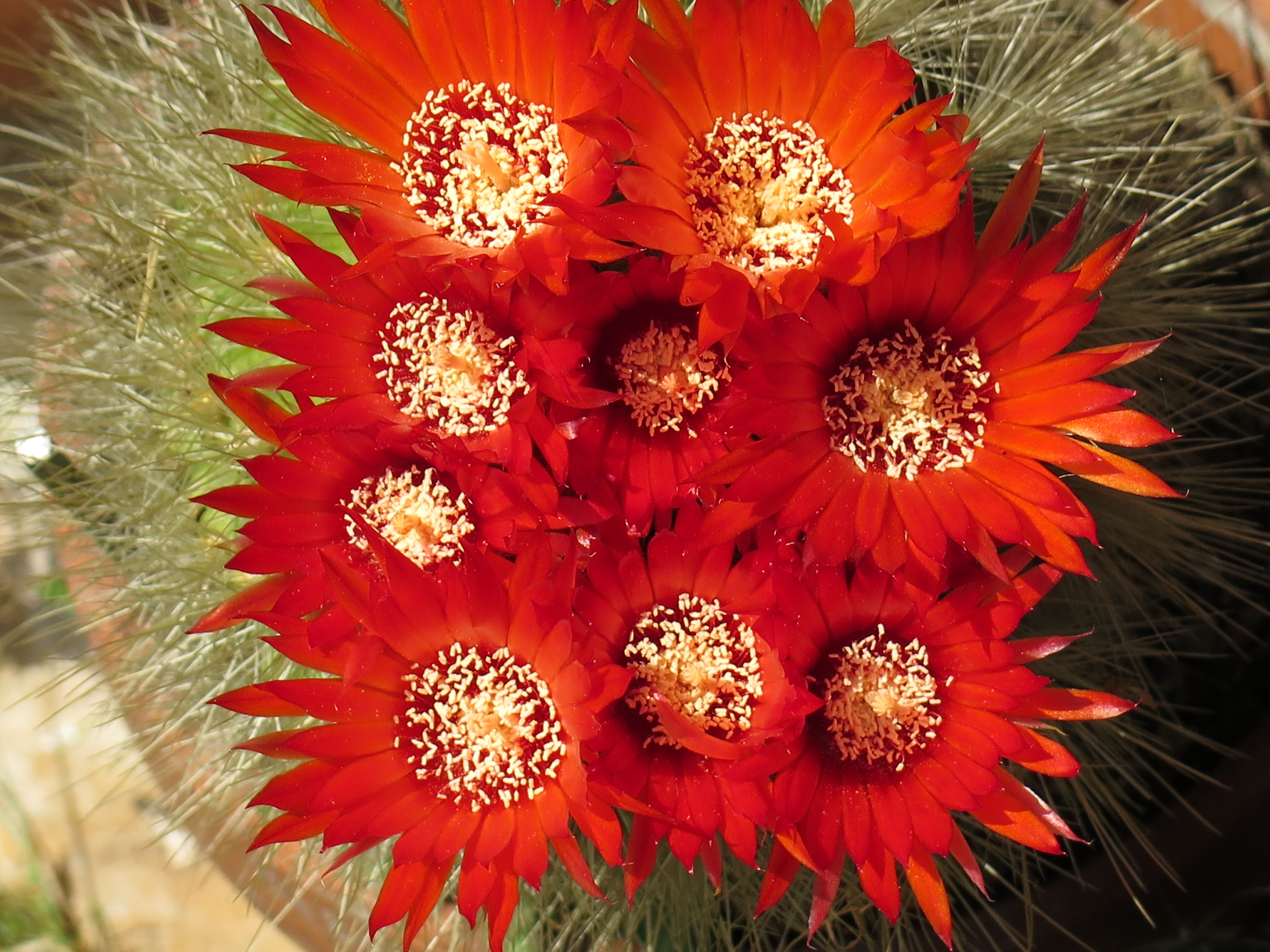
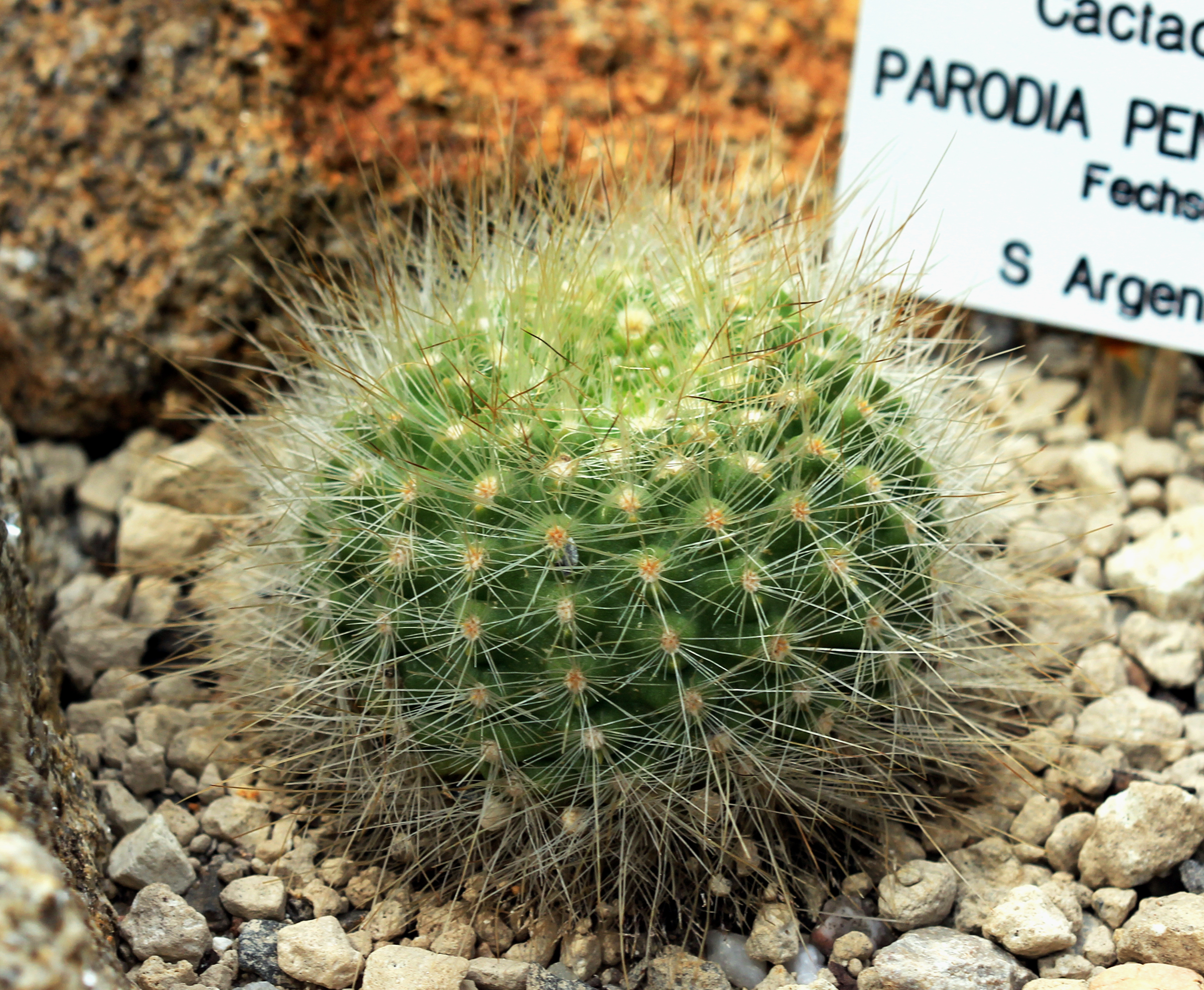
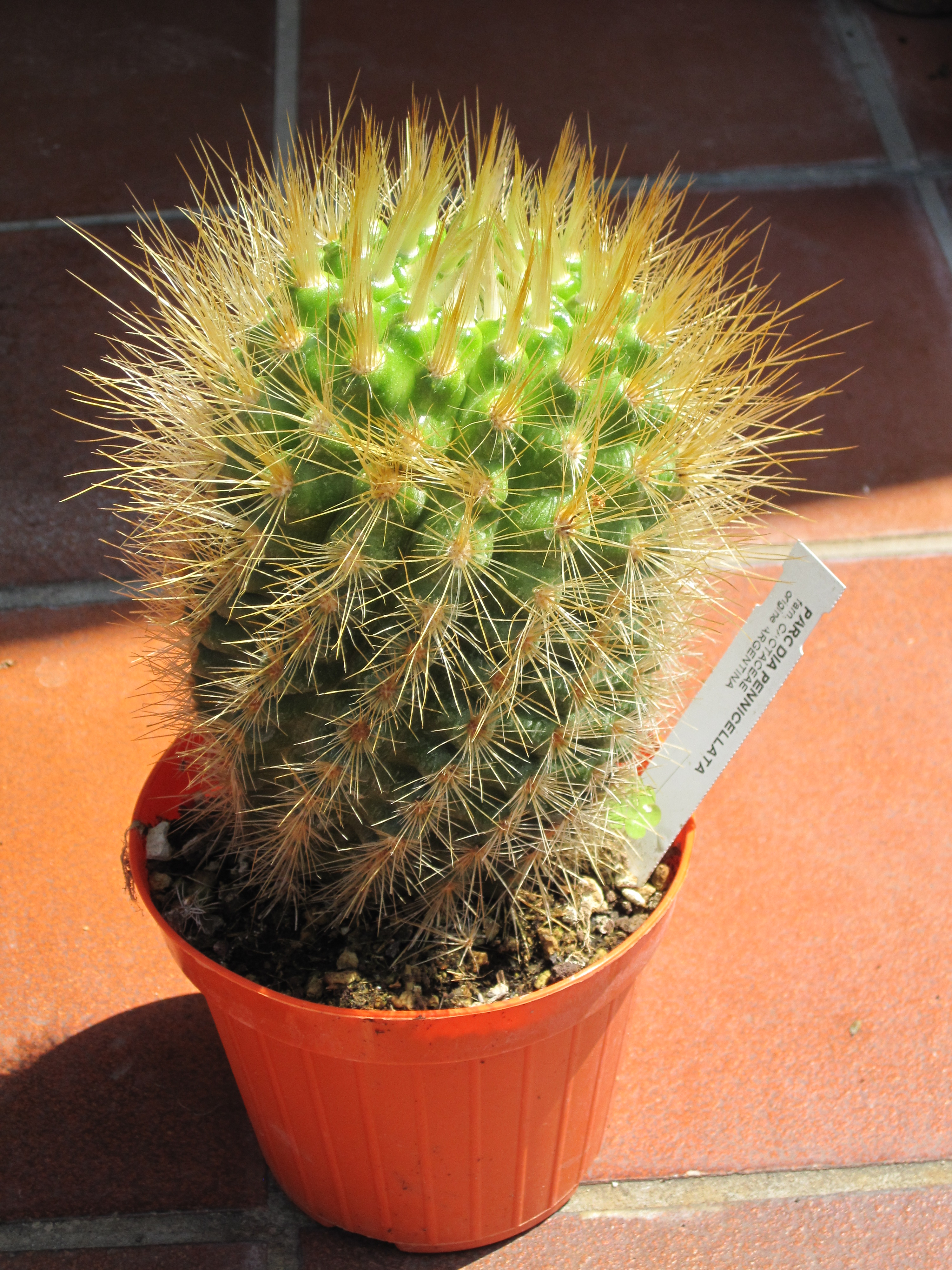